# 立陶宛大公國臨時政府委員會

立陶宛大公国国徽

立陶宛大公國臨時政府委員會，或稱立陶宛臨時管治委員會 ( 波兰语 : Komisja Rządu Tymczasowego Wielkiego Księstwa Litewskiego ; also Komisja Rządząca Tymczasowa Litewska ; 法语 : le Gouvernement provisoire de Lituanie ; also Gouvernement générale de la Lithuanie, 立陶宛语 Lietuvos laikinosios vyriausybės komisija ) 是一個為立陶宛大公国而設立的臨時行政性主體，在1812年法国進攻俄罗斯時期由拿破仑的大军所主持。1812年7月14日，該組織正式加入波兰王国总联邦，從而創成了波蘭聯合王國。

## 歷史

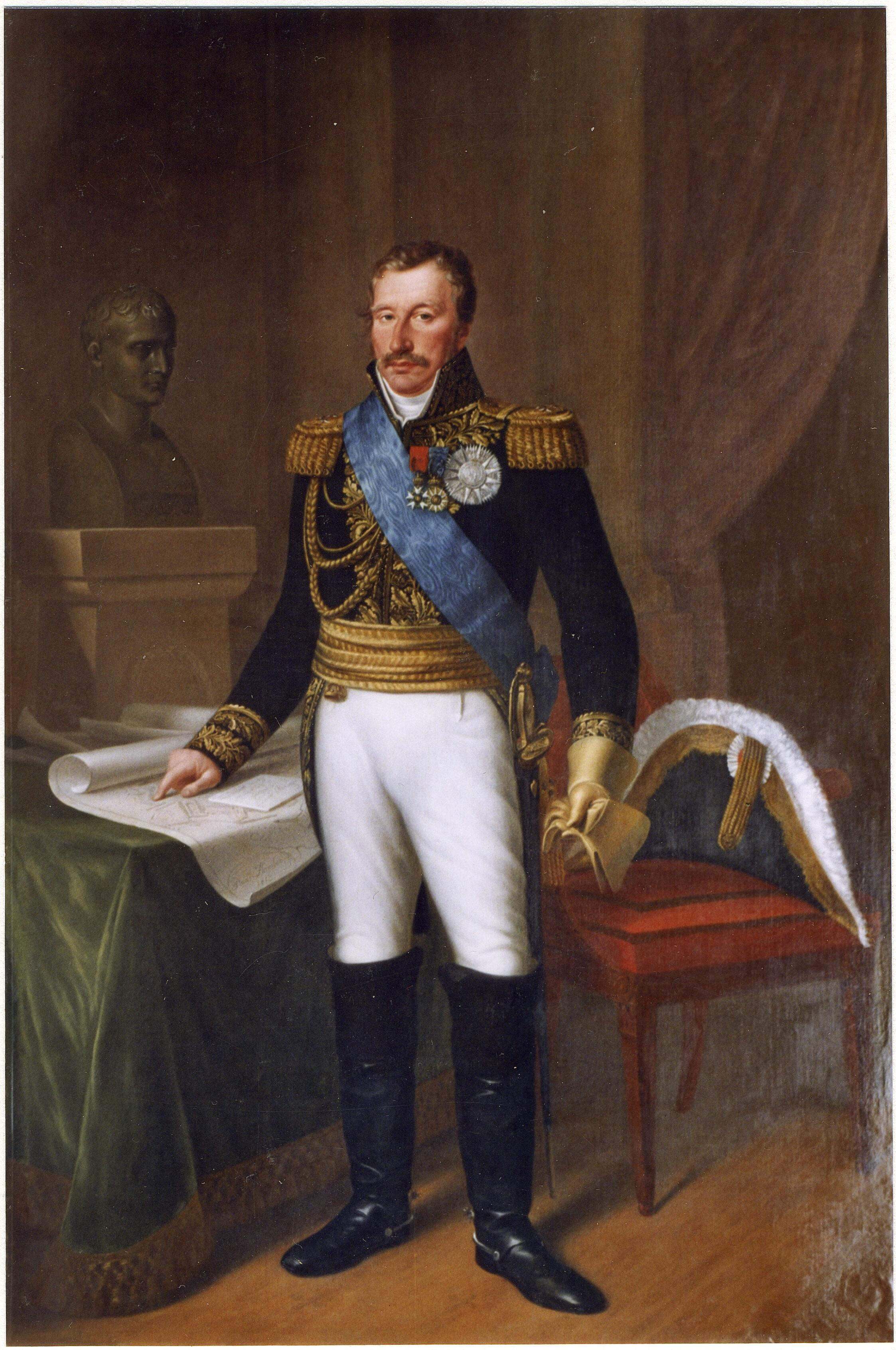
德克·范·霍根多普

該委員會是1812年7月1日時依照法皇拿破仑·波拿巴的命令而創建，主要任務涵蓋了建立立陶宛的武裝力量，以及向拿破崙的部隊供應物資。此時维尔纽斯、格罗德诺、明斯克和比亚韦斯托克等省份受隶於立陶宛政府的管辖。而該臨時機構與波蘭未有聯結過。
對委員會的監察權限，是被委托予委員長Louis Pierre Édouard Bignon，他是华沙公国的前法国居民 。然而，該實質權力，是由被任命為维尔纽斯總督的前爪哇總督兼荷蘭將軍德克·范·霍根多普行使。
拿破崙未有如波兰王国总联邦所寄望，並沒有在前波蘭-立陶宛的土地上恢復起波蘭的國家地位。他當時在征服的領土上建立了臨時政府，從而在他進一步征服俄罗斯之前迴避了應完成過渡步驟的部署。
Józef Wybicki於1812年7月11日被派往維爾紐斯，同時其是率領著前往當地的聯邦議會代表團，試圖遊說法國皇帝正式地宣佈恢復波蘭王國、包括在瓜分波蘭時被吞併的領土，但沒有成功。拿破侖還拒絕將由立陶宛人組成的軍事部隊與波蘭人的同類單位聯結起來。
直到1812年7月14日，該委員會才正式加入波兰王国总联邦，從而創立了波蘭聯合王國。
1812年底俄羅斯軍隊入侵立陶宛領土後，委員會轉向立陶宛境外繼續活動。

## 首腦

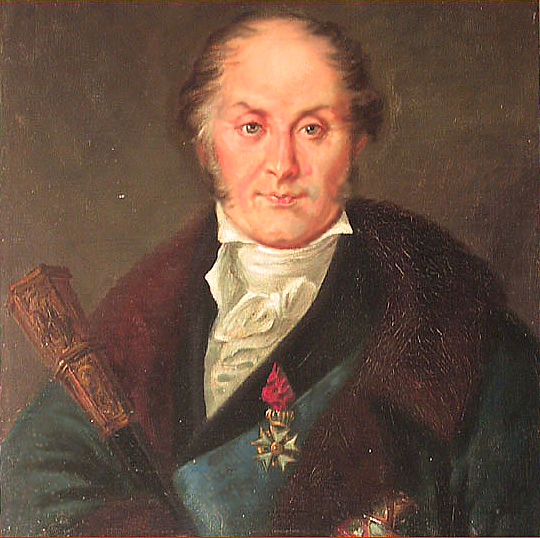
斯坦尼斯瓦夫·索坦

- 约瑟夫·谢拉科夫斯基（至1812年7月18日）
- 斯坦尼斯瓦夫·索坦（至1812年8月24日）
- 德克·范·霍根多普（至1812年9月）
- 斯坦尼斯瓦夫·索坦（至1813年9月）

## 成員
- 路易斯·皮埃尔·爱德华·比农男爵
- 亚历山大·斯坦尼斯瓦夫·波托基
- 亚历山大·安东尼·萨皮哈
- 扬·斯尼亚德基

## 信源
- Janusz Iwaszkiewicz ， Litwa w roku 1812 （立陶宛，1812 年），華沙，1912年。
- Marian Kukiel ， Wojna 1812 roku （1812年戰爭），克拉科夫，1937年。
- A. Rembowski， “Konfederacja Generalna i pospolite ruszenie w roku 1812” （“The General Confederation and Levee en Masse in 1812”）， Biblioteka Warszawska (The Warsaw Library), vol. 1, 1896, fascicle 3, pp. 478–514; vol. 2, 1896, fascicle 1, pp. 67–86.
- Władysław Zajewski ， Józef Wybicki ，華沙，1983年。